# Katerînivka, Velîka Pîsarivka
Katerînivka (în ucraineană Катеринівка) este un sat în comuna Reabîna din raionul Velîka Pîsarivka, regiunea Sumî, Ucraina.

## Demografie
Componența lingvistică a localității Katerînivka
     Ucraineană (90,91%)
     Rusă (9,09%)
Conform recensământului din 2001, majoritatea populației localității Katerînivka era vorbitoare de ucraineană (90,91%), existând în minoritate și vorbitori de rusă (9,09%).